# Diecinueve de Abril
Diecinueve de Abril är en ort i Mexiko.   Den ligger i kommunen Santo Tomás Ocotepec och delstaten Oaxaca, i den sydöstra delen av landet, 290 km sydost om huvudstaden Mexico City. Diecinueve de Abril ligger 2 602 meter över havet och antalet invånare är 606.
Terrängen runt Diecinueve de Abril är kuperad åt nordost, men åt sydväst är den bergig. Runt Diecinueve de Abril är det ganska tätbefolkat, med 75 invånare per kvadratkilometer. Närmaste större samhälle är Heroica Ciudad de Tlaxiaco, 18,5 km nordost om Diecinueve de Abril. I omgivningarna runt Diecinueve de Abril växer i huvudsak blandskog.